# Joshua Hupfauer
Joshua Hupfauer (* 1999 in München) ist ein deutscher Schauspieler.
Hupfauer wuchs in Florenz und Bayern auf. Seine Mutter war Theaterleiterin. Er besuchte von 2018 bis 2022 die Folkwang Universität der Künste in Essen. Er war bereits im Gewandhaus Leipzig, dem Theater Dortmund, dem Schauspielhaus Bochum, Theater Erfurt und am Barbican Centre in London.

## Filmographie
- 2017: Christmas Wishes
- 2023: Die Bergretter
- 2023: Gute Freunde – Der Aufstieg des FC Bayern
- 2023: Jenseits der Spree
- 2023: Was wir fürchten
- 2023: Wer wir sind
- 2023: Ostfrieslandkrimis: Ostfriesenfluch
- 2024: Cuckoo
- 2024: Die schönste Bescherung
- 2024: Tatort: Colonius
- 2024: Gepellte Haut
- 2025: Kundschafter des Friedens 2